# خد العشرق
خد العشرق قرية سعودية، تتبع محافظة تربة في منطقة مكة المكرمة.

## الوصف
تبعد القرية عن المركز 3 كم بإتجاه الجنوب الشرقي، نوع الطريق وعر. أقرب مدينة أو قرية بها تعليم هي الحشرج التي تبعد 3 كم. أقرب مدينة أو قرية بها صحة الحشرج. الخدمات العامة: مركز إداري وكهرباء عامة وخدمة بلدية وخدمة بريد وهاتف وبث تلفزيوني.